# Иха (Казбековский район)
Иха (авар. Ихха) — село в Казбековском районе Дагестана.
Входит в Хубарское сельское поселение.

## География
Село расположено к юго-востоку от районного центра Дылым.
Ближайшие населённые пункты: на северо-востоке — сёла Инчха и Старое Миатли, на северо-западе — село Гостала, на юге — село Гертма, на юго-западе — село Гуни, на юго-востоке — сёла Хубар, Зубутль и посёлок Дубки.

## История
Село Иха располагалось южнее, ближе к реке Сулак, где ныне покинутое селение Иха (развалины).

## Население
| 1889 | 1926 | 1939 | 2002 | 2010 | 2021 |
| ---- | ---- | ---- | ---- | ---- | ---- |
| 336  | ↘314 | ↗315 | ↘63  | ↗462 | ↘210 |

### Известные люди
- Сайдулаев, Зубаир Дациевич — председатель колхоза «Дружба», награждён Орденом Красной Звезды

## Галерея

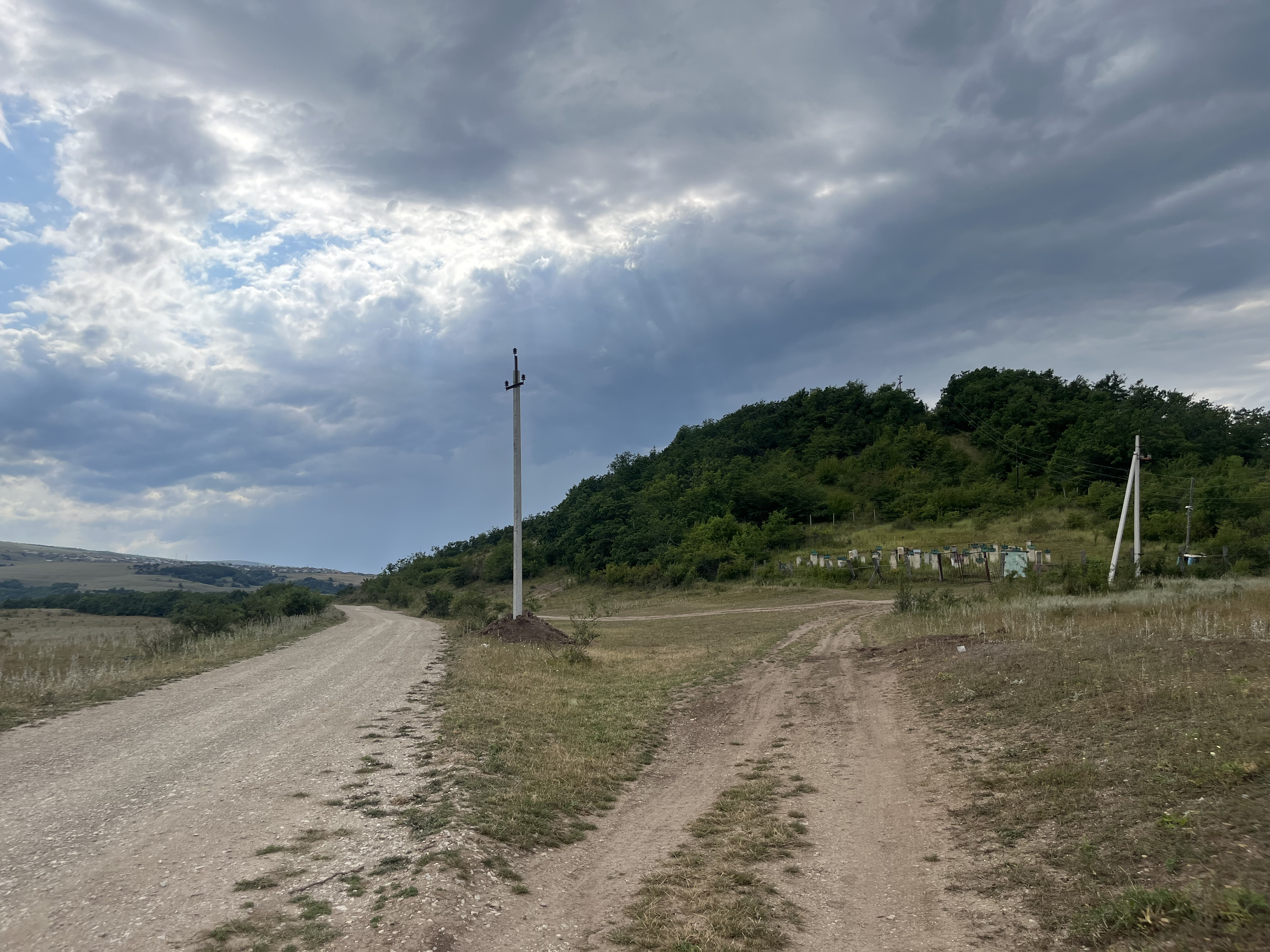
Иха (17.07.2025)
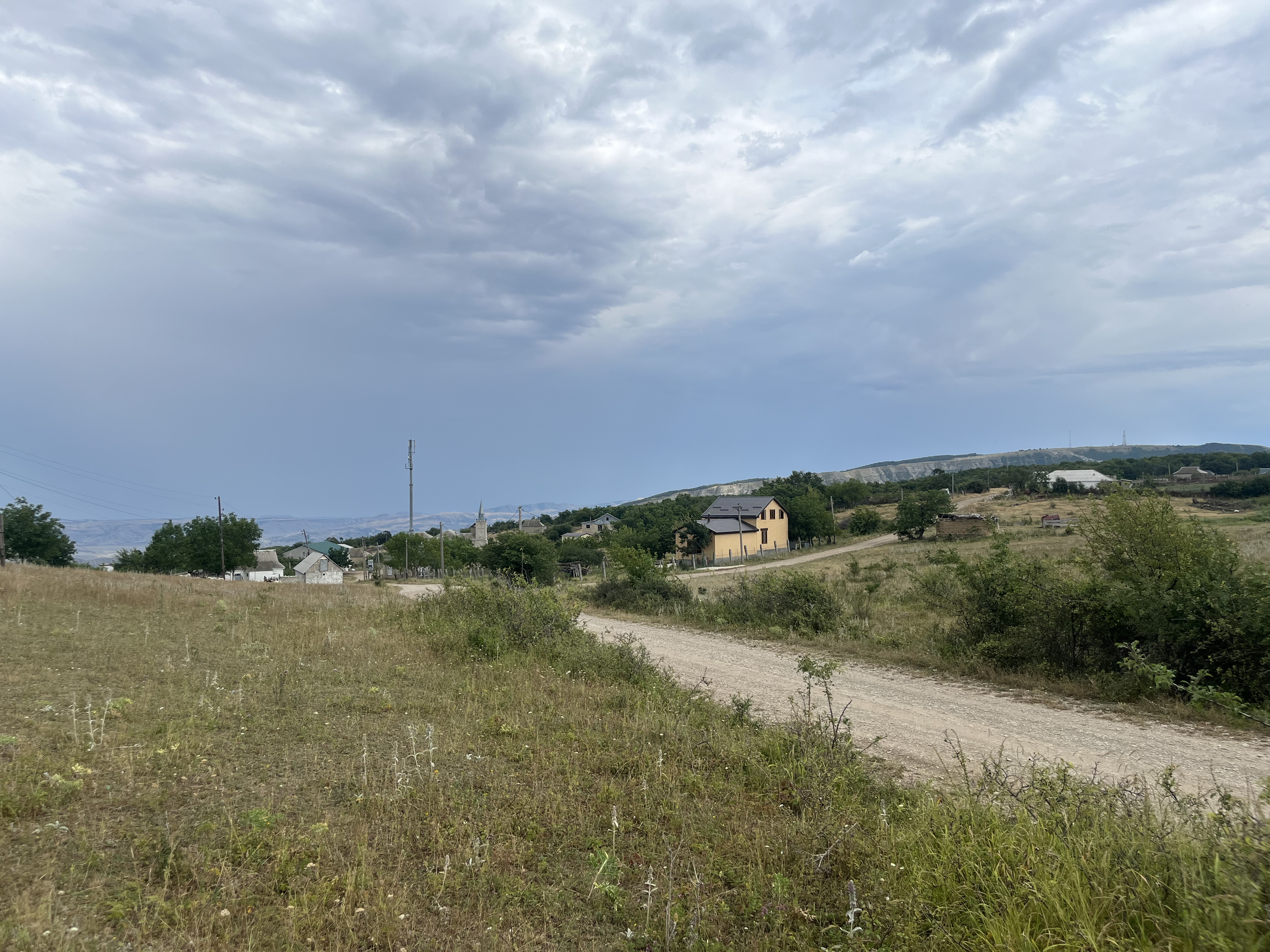
Иха (17.07.2025)
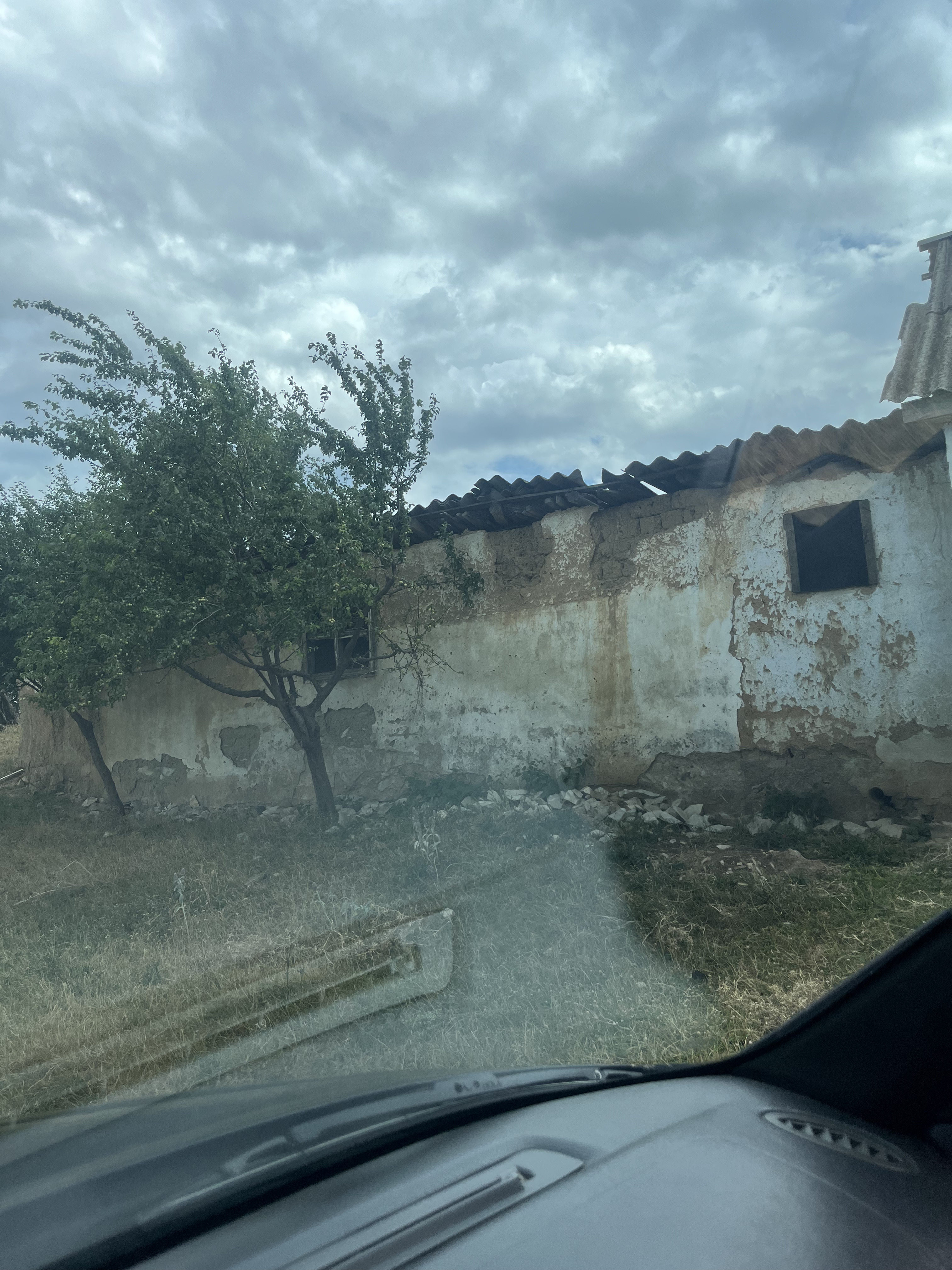
Иха (17.07.2025)
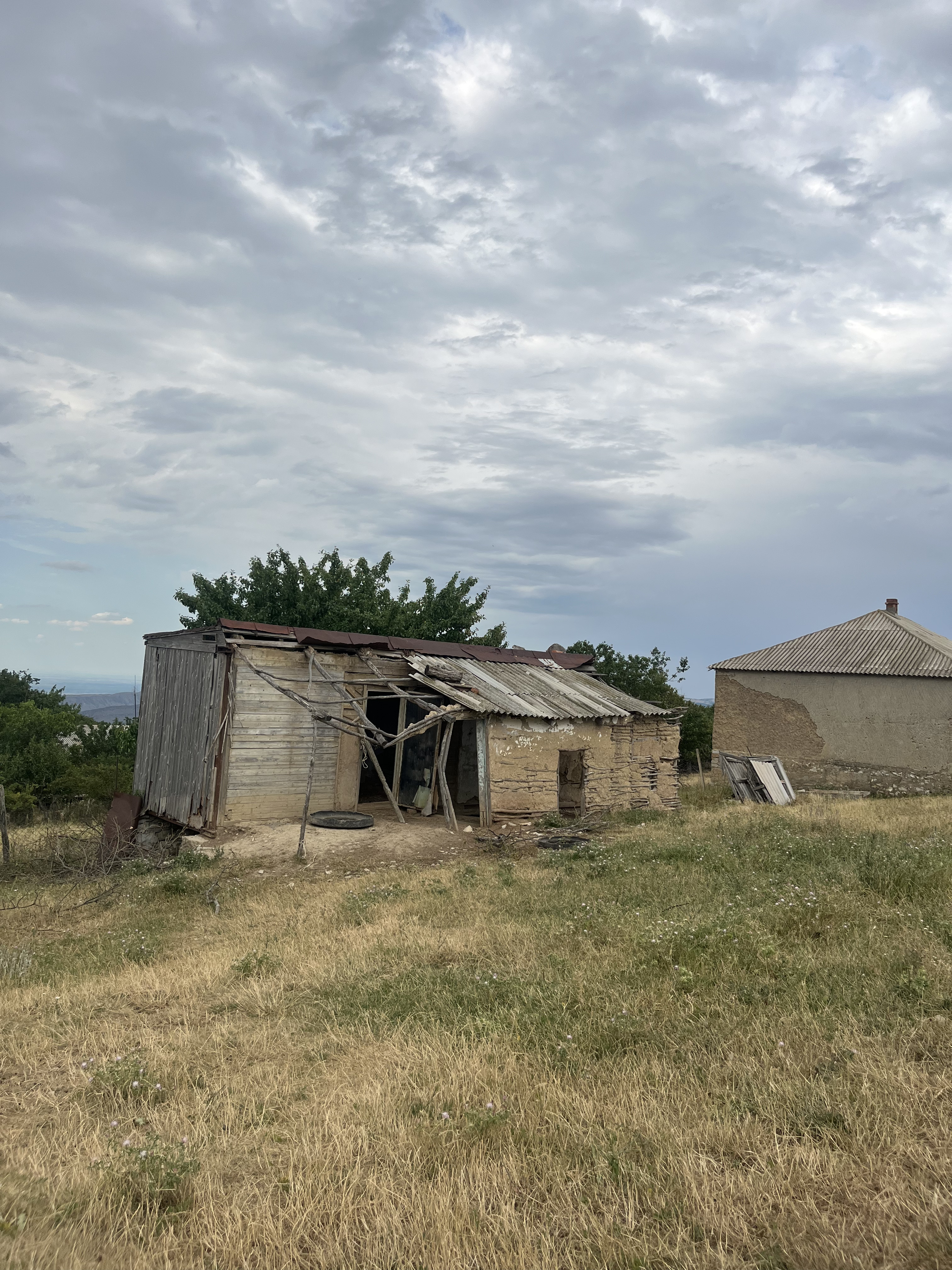
Иха (17.07.2025)
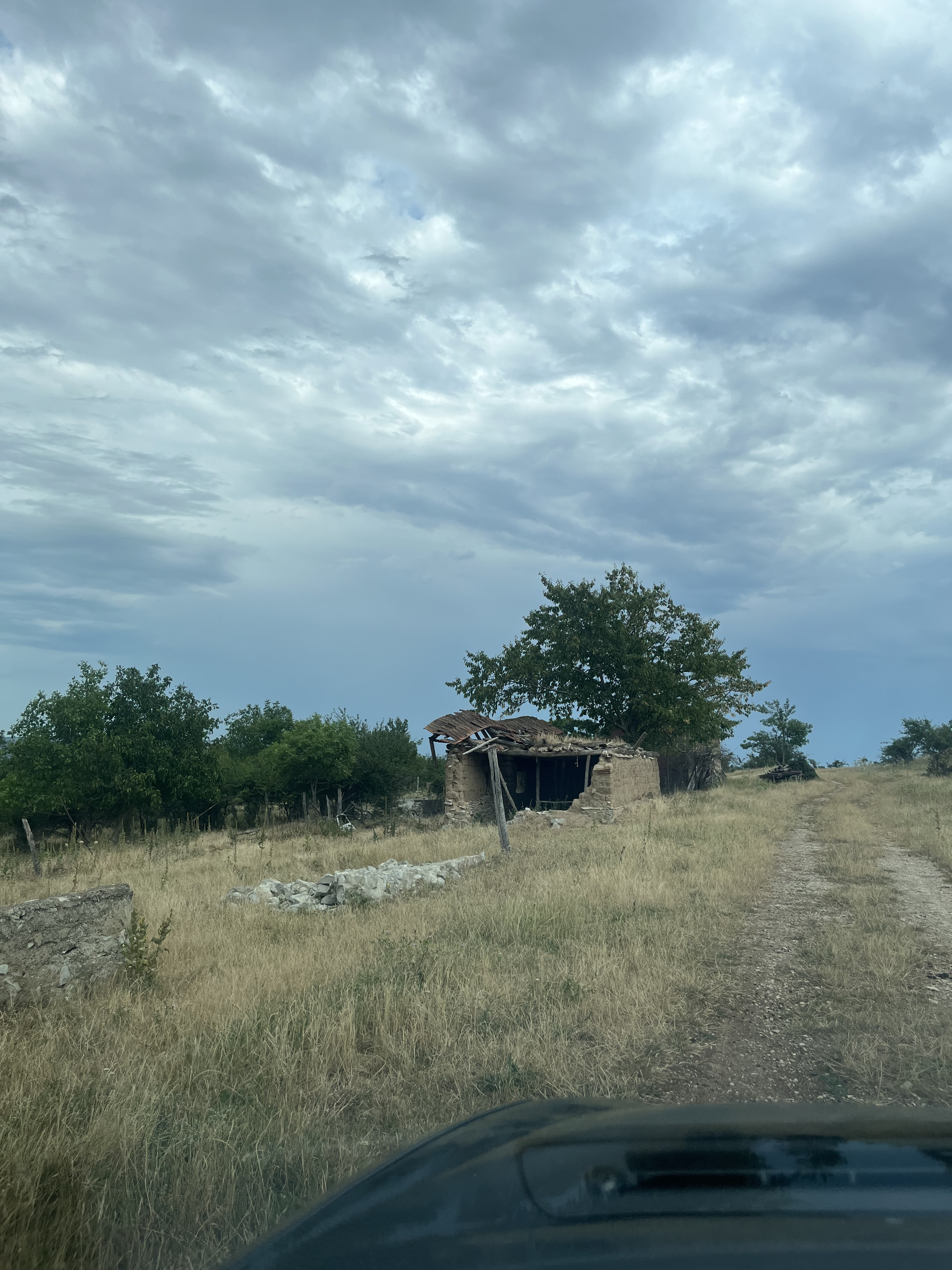
Иха (17.07.2025)
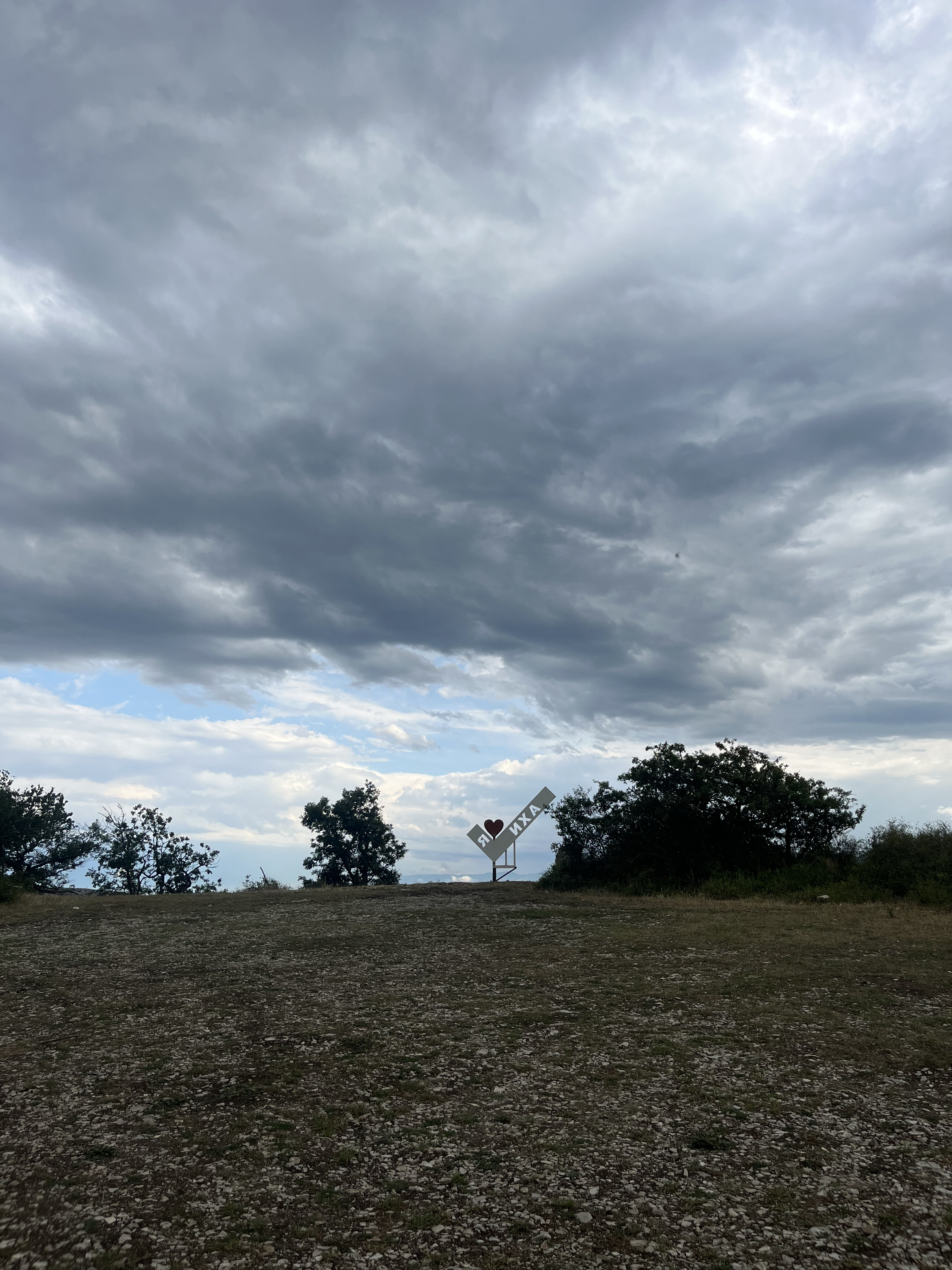
Иха (17.07.2025)
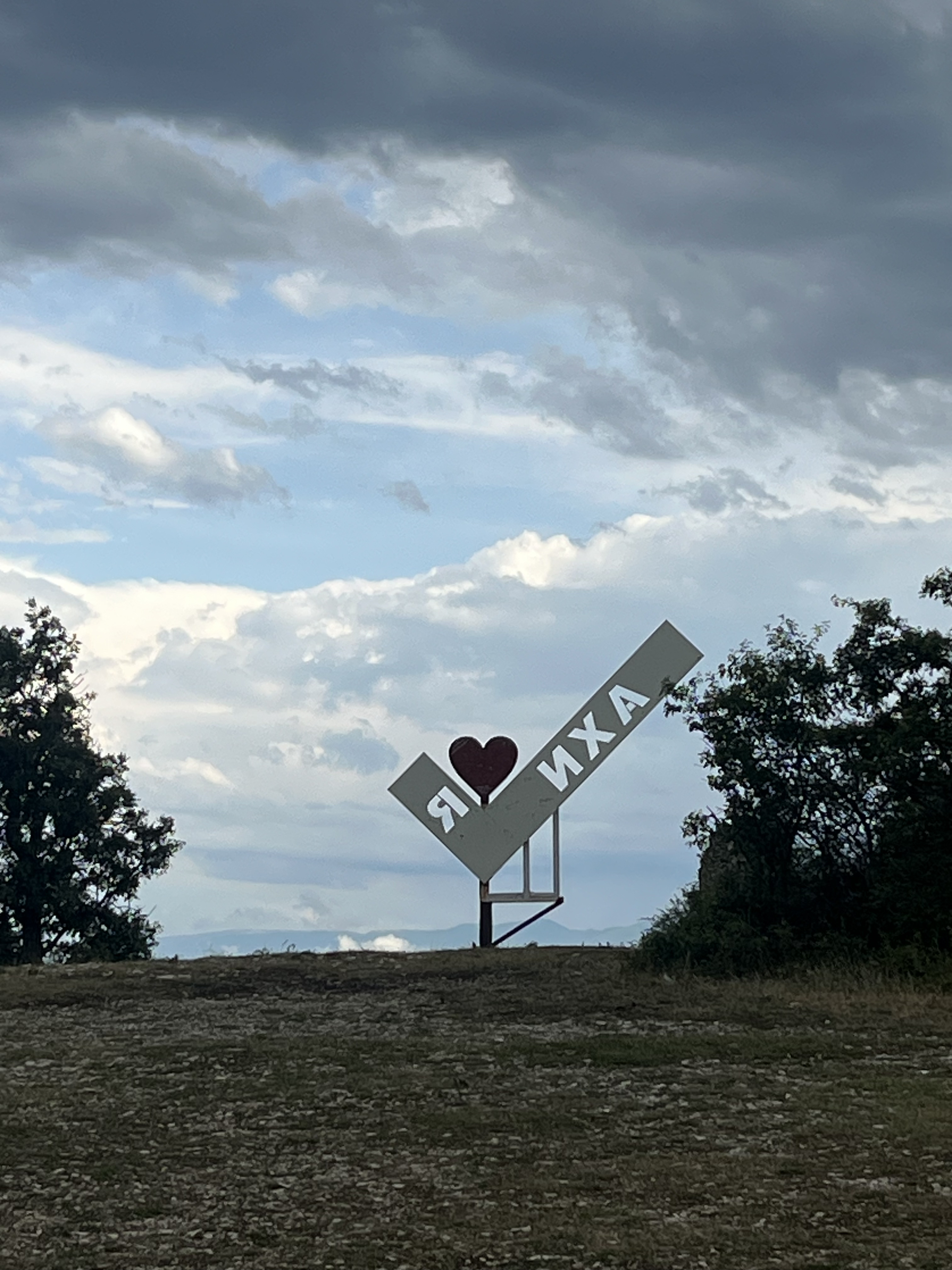
Иха (17.07.2025)